# Primeira Divisão de 1986–87
A Primeira Divisão de 1986–87 foi a 53.ª edição do Campeonato Português de Futebol.

## Análise da Temporada
O SL Benfica, após dois anos de seca e de ter perdido o campeonato nacional anterior nas últimas jornadas, voltou a recuperar o título de campeão, num campeonato bastante disputado. Apesar da histórica derrota (a única da época) perante o Sporting CP por 7-1, os benfiquistas ganhavam o seu 27.º título da história. De destacar, que o Benfica iria vencer o campeonato precisamente contra o Sporting, bem como a Taça de Portugal.
O FC Porto não conseguiu alcançar o histórico tricampeonato, depois de duas temporadas onde tinham virado o domínio do Benfica. Embora tenha disputado o título até ao fim, os portistas viraram as atenções para a Taça dos Clubes Campeões Europeus que acabariam conquistar frente ao Bayern de Munique.
A grande sensação do campeonato foi o Vitória de Guimarães que, liderado por Marinho Peres e com Paulinho Cascavel a brilhar a grande altura, acabaria o campeonato em 3.º lugar. Os vimaranenses intrometeram-se na luta pelo título, mas alguma irregularidade impediu uma luta até ao fim. Apesar disto, o 3.º lugar era a melhor classificação do clube desde 1968/69.
O Sporting CP, apesar do histórico 7-1 conseguido frente ao Benfica, nunca conseguiu intrometer-se na luta pelo título e ficava-se pelo 4.º lugar, a pior classificação dos sportinguistas nos últimos 10 anos.
Por fim, destacar o facto de o campeonato não ter tido despromoções, fruto do alargamento do campeonato de 16 para 20 equipas no ano seguinte. Outro ponto a destacar é o jogo que teve mais espectadores na história do futebol do português realizou-se nesta época, com mais de 135.000 espectadores presentes no Estádio da Luz no jogo entre Benfica e FC Porto (vitória do Benfica por 3-1).

## Equipas Participantes

### Equipas, Estádios e Treinadores
| Equipa               | Treinador          | Estádio                           | Cidade          |
| -------------------- | ------------------ | --------------------------------- | --------------- |
| FC Porto             | Artur Jorge        | Estádio das Antas                 | Porto           |
| SL Benfica           | John Mortimore     | Estádio da Luz                    | Lisboa          |
| Sporting CP          | Manuel José        | Estádio José Alvalade             | Lisboa          |
| Vitória SC           | Marinho Peres      | Estádio D. Afonso Henriques       | Guimarães       |
| Boavista             | João Alves         | Estádio do Bessa                  | Porto           |
| GD Chaves            | Raul Águas         | Estádio Municipal de Chaves       | Chaves          |
| Portimonense         | Vítor Oliveira     | Estádio Municipal de Portimão     | Portimão        |
| Belenenses           | Henri Depireux     | Estádio do Restelo                | Lisboa          |
| SC Braga             | Humberto Coelho    | Estádio 1.º de Maio               | Braga           |
| Académica de Coimbra | Vítor Manuel       | Estádio Municipal de Coimbra      | Coimbra         |
| Salgueiros           | Rodolfo Reis       | Estádio Engenheiro Vidal Pinheiro | Porto           |
| Marítimo             | Manuel de Oliveira | Estádio dos Barreiros             | Funchal         |
| Rio Ave              | António Morais     | Estádio dos Arcos                 | Vila do Conde   |
| Varzim               | Henrique Calisto   | Estádio do Varzim Sport Club      | Póvoa de Varzim |
| O Elvas              | Carlos Cardoso     | Campo Domingos Carrilho Patalino  | Elvas           |
| Farense              | Dinis Vital        | Estádio de São Luís               | Faro            |

## Classificação Final
| Pos | Equipa               | J  | V  | E  | D  | GM | GS | Diff | Pts | Qualificação                 |
| --- | -------------------- | -- | -- | -- | -- | -- | -- | ---- | --- | ---------------------------- |
| 1   | Benfica              | 30 | 20 | 8  | 2  | 50 | 25 | +25  | 48  | Taça dos Campeões Europeus   |
| 2   | FC Porto             | 30 | 20 | 6  | 4  | 67 | 22 | +45  | 46  | Taça dos Campeões Europeus   |
| 3   | Vitória de Guimarães | 30 | 14 | 13 | 3  | 45 | 22 | +23  | 41  | Taça UEFA                    |
| 4   | Sporting CP          | 30 | 15 | 8  | 7  | 52 | 28 | +24  | 38  | Taça dos Vencedores de Taças |
| 5   | Desportivo de Chaves | 30 | 13 | 7  | 10 | 39 | 38 | +1   | 33  | Taça UEFA                    |
| 6   | Belenenses           | 30 | 13 | 4  | 13 | 52 | 40 | +12  | 30  | Taça UEFA                    |
| 7   | Varzim               | 30 | 8  | 13 | 9  | 24 | 29 | -5   | 29  |                              |
| 8   | Boavista             | 30 | 9  | 9  | 12 | 34 | 36 | -2   | 27  |                              |
| 9   | Académica de Coimbra | 30 | 7  | 12 | 11 | 22 | 34 | -12  | 26  |                              |
| 10  | Portimonense         | 30 | 8  | 10 | 12 | 27 | 47 | -20  | 26  |                              |
| 11  | Sporting de Braga    | 30 | 10 | 5  | 15 | 31 | 36 | -5   | 25  |                              |
| 12  | Rio Ave              | 30 | 8  | 9  | 13 | 33 | 40 | -7   | 25  |                              |
| 13  | Marítimo             | 30 | 9  | 7  | 14 | 34 | 49 | -15  | 25  |                              |
| 14  | Salgueiros           | 30 | 6  | 12 | 12 | 22 | 40 | -18  | 24  |                              |
| 15  | Farense              | 30 | 7  | 7  | 16 | 33 | 47 | -14  | 21  |                              |
| 16  | O Elvas              | 30 | 3  | 8  | 19 | 16 | 54 | -38  | 14  |                              |

## Tabela de resultados
| 1986/1987    | SLB | FCP | VSC | SCP | GDC | BEL | VRZ | BFC | AAC | PRT | SCB | RAV | CSM | SCS | SCF | ELV |
| Benfica      | X   | 3-1 | 1-0 | 2-1 | 0-0 | 2-0 | 2-0 | 3-1 | 2-0 | 1-1 | 2-1 | 3-1 | 3-1 | 1-0 | 1-0 | 2-0 |
| FC Porto     | 2-2 | X   | 2-2 | 2-0 | 3-0 | 1-0 | 0-0 | 2-1 | 1-0 | 5-0 | 3-1 | 3-0 | 1-0 | 4-0 | 8-3 | 6-0 |
| Vitória SC   | 1-2 | 2-2 | X   | 3-1 | 3-1 | 2-3 | 1-1 | 2-0 | 2-0 | 2-0 | 4-0 | 1-0 | 1-0 | 2-0 | 0-0 | 1-0 |
| Sporting CP  | 7-1 | 2-0 | 1-1 | X   | 3-1 | 4-2 | 3-0 | 2-1 | 1-1 | 2-0 | 2-1 | 0-0 | 6-1 | 1-0 | 1-0 | 1-0 |
| GD Chaves    | 1-2 | 1-2 | 1-1 | 2-1 | X   | 1-0 | 1-0 | 1-0 | 1-1 | 0-0 | 0-2 | 3-2 | 3-1 | 4-0 | 3-2 | 3-1 |
| Belenenses   | 1-1 | 0-3 | 1-1 | 2-0 | 0-1 | X   | 4-1 | 1-2 | 3-0 | 5-0 | 4-2 | 3-1 | (b) | 0-0 | 3-1 | 5-1 |
| Varzim       | 0-0 | 0-2 | 1-1 | 1-1 | 0-0 | 2-1 | X   | 0-1 | 2-0 | 1-1 | 1-0 | 1-0 | 2-0 | 1-1 | 3-2 | 1-0 |
| Boavista     | 0-2 | 1-1 | 1-1 | 1-1 | 1-3 | 3-1 | 0-0 | X   | 0-0 | 2-3 | 1-0 | 1-0 | 5-1 | 4-0 | 0-0 | 1-0 |
| Académica    | 0-0 | 1-3 | 1-1 | 0-2 | 2-0 | 3-1 | 0-0 | 2-0 | X   | 1-0 | 0-0 | 2-0 | 1-1 | 0-0 | 1-0 | 1-1 |
| Portimonense | 0-3 | 1-0 | 1-1 | 1-1 | 0-0 | 1-5 | 1-0 | 1-2 | 2-0 | X   | 2-0 | 2-3 | 1-0 | 1-2 | 3-2 | 3-0 |
| SC Braga     | (a) | 0-1 | 0-1 | 0-2 | 2-1 | 0-1 | 2-1 | 0-0 | 0-0 | 3-0 | X   | 2-1 | 3-0 | 2-1 | 3-0 | 3-1 |
| Rio Ave      | 0-2 | 0-0 | 1-2 | 2-2 | 2-1 | 1-0 | 1-1 | 3-2 | 4-0 | 1-1 | 1-0 | X   | 0-0 | 3-1 | 2-0 | 1-1 |
| Marítimo     | 2-2 | 1-4 | 0-2 | 1-0 | 0-2 | 3-2 | 1-1 | 2-2 | 3-1 | 0-0 | 1-1 | 2-0 | X   | 2-1 | 1-0 | 5-1 |
| Salgueiros   | 1-1 | 0-3 | 0-0 | 0-0 | 2-2 | 0-2 | 2-1 | 2-0 | 2-1 | 0-0 | 1-1 | 1-1 | 0-2 | X   | 2-0 | 3-1 |
| Farense      | 0-2 | 1-0 | 1-4 | 2-1 | 4-0 | 0-0 | 1-2 | 1-1 | 1-2 | 4-0 | 1-0 | 2-2 | 2-0 | 0-0 | X   | 1-1 |
| O Elvas      | 0-2 | 0-2 | 0-0 | 0-3 | 1-2 | 0-2 | 0-0 | 1-0 | 1-1 | 1-1 | 0-2 | 1-0 | 2-0 | 0-0 | 1-2 | X   |
| ------------ | --- | --- | --- | --- | --- | --- | --- | --- | --- | --- | --- | --- | --- | --- | --- | --- |

(a) Resultado em campo: 1-1. Derrota por 3-0 atribuída às duas equipas.
(b) Resultado em campo: 1-0 para o Belenenses. Derrota por 3-0 atribuída ao Belenenses

## Classificação por Jornada
| Equipa/ Jornada | 1  | 2  | 3  | 4  | 5  | 6  | 7  | 8  | 9  | 10 | 11 | 12 | 13 | 14 | 15 | 16 | 17 | 18 | 19 | 20 | 21 | 22 | 23 | 24 | 25 | 26 | 27 | 28 | 29 | 30 |
| --------------- | -- | -- | -- | -- | -- | -- | -- | -- | -- | -- | -- | -- | -- | -- | -- | -- | -- | -- | -- | -- | -- | -- | -- | -- | -- | -- | -- | -- | -- | -- |
| Benfica         | 7  | 2  | 3  | 3  | 2  | 1  | 1  | 1  | 1  | 1  | 1  | 1  | 1  | 1  | 1  | 1  | 1  | 1  | 1  | 1  | 1  | 1  | 1  | 1  | 1  | 1  | 1  | 1  | 1  | 1  |
| FC Porto        | 10 | 9  | 5  | 6  | 5  | 4  | 3  | 2  | 2  | 2  | 2  | 2  | 2  | 2  | 2  | 3  | 3  | 2  | 2  | 2  | 2  | 2  | 2  | 2  | 2  | 2  | 2  | 2  | 2  | 2  |
| Vitória SC      | 4  | 3  | 6  | 4  | 4  | 3  | 5  | 4  | 3  | 3  | 3  | 3  | 3  | 3  | 3  | 2  | 2  | 3  | 3  | 3  | 3  | 3  | 3  | 3  | 3  | 3  | 3  | 3  | 3  | 3  |
| Sporting CP     | 1  | 4  | 2  | 2  | 1  | 5  | 4  | 5  | 5  | 4  | 4  | 4  | 4  | 4  | 4  | 4  | 4  | 4  | 4  | 4  | 4  | 4  | 4  | 4  | 4  | 4  | 4  | 4  | 4  | 4  |
| GD Chaves       | 16 | 16 | 16 | 16 | 11 | 7  | 6  | 6  | 7  | 6  | 6  | 6  | 6  | 6  | 5  | 5  | 5  | 6  | 6  | 5  | 6  | 5  | 5  | 5  | 5  | 5  | 5  | 5  | 5  | 5  |
| Belenenses      | 2  | 1  | 1  | 1  | 3  | 2  | 2  | 3  | 4  | 5  | 5  | 5  | 5  | 5  | 7  | 7  | 7  | 7  | 7  | 8  | 8  | 7  | 8  | 7  | 8  | 7  | 6  | 6  | 6  | 6  |
| Varzim          | 6  | 8  | 8  | 10 | 7  | 9  | 7  | 10 | 6  | 10 | 8  | 8  | 7  | 7  | 6  | 6  | 6  | 5  | 5  | 6  | 5  | 6  | 6  | 6  | 6  | 6  | 7  | 7  | 7  | 7  |
| Boavista        | 8  | 10 | 14 | 14 | 9  | 13 | 12 | 13 | 12 | 13 | 12 | 14 | 15 | 11 | 10 | 13 | 12 | 10 | 9  | 7  | 7  | 10 | 9  | 11 | 11 | 11 | 11 | 10 | 12 | 8  |
| Académica       | 9  | 5  | 9  | 11 | 10 | 11 | 13 | 14 | 11 | 12 | 13 | 11 | 10 | 9  | 11 | 8  | 11 | 8  | 8  | 9  | 10 | 8  | 11 | 9  | 9  | 10 | 10 | 8  | 11 | 9  |
| Portimonense    | 12 | 15 | 12 | 12 | 16 | 12 | 15 | 12 | 10 | 9  | 9  | 10 | 11 | 10 | 12 | 11 | 9  | 12 | 12 | 10 | 14 | 13 | 10 | 8  | 10 | 8  | 8  | 9  | 9  | 10 |
| SC Braga        | 11 | 6  | 4  | 5  | 6  | 6  | 8  | 9  | 14 | 14 | 14 | 13 | 14 | 12 | 13 | 14 | 14 | 14 | 10 | 12 | 9  | 11 | 13 | 12 | 12 | 12 | 12 | 11 | 8  | 11 |
| Rio Ave         | 15 | 14 | 15 | 15 | 14 | 15 | 14 | 15 | 15 | 15 | 15 | 15 | 13 | 15 | 14 | 12 | 13 | 9  | 11 | 11 | 12 | 12 | 12 | 14 | 14 | 13 | 13 | 13 | 13 | 12 |
| Marítimo        | 5  | 12 | 10 | 9  | 12 | 14 | 9  | 8  | 8  | 7  | 7  | 7  | 8  | 8  | 8  | 9  | 8  | 11 | 13 | 13 | 11 | 9  | 7  | 10 | 7  | 9  | 9  | 12 | 10 | 13 |
| Salgueiros      | 3  | 11 | 11 | 8  | 13 | 8  | 11 | 7  | 9  | 8  | 11 | 9  | 9  | 13 | 9  | 10 | 10 | 13 | 14 | 14 | 13 | 14 | 14 | 13 | 13 | 14 | 14 | 14 | 14 | 14 |
| Farense         | 13 | 13 | 13 | 13 | 15 | 16 | 16 | 16 | 16 | 16 | 16 | 16 | 16 | 16 | 16 | 16 | 16 | 15 | 15 | 15 | 15 | 15 | 15 | 15 | 15 | 15 | 15 | 15 | 15 | 15 |
| O Elvas         | 14 | 7  | 7  | 7  | 8  | 10 | 10 | 11 | 13 | 11 | 10 | 12 | 12 | 14 | 15 | 15 | 15 | 16 | 16 | 16 | 16 | 16 | 16 | 16 | 16 | 16 | 16 | 16 | 16 | 16 |

## Melhores Marcadores
| CI. | Jogador           | Equipa      | Golos |
| --- | ----------------- | ----------- | ----- |
| 1   | Paulinho Cascavel | Vitória SC  | 22    |
| 2   | Fernando Gomes    | FC Porto    | 21    |
| 3   | Manuel Fernandes  | Sporting CP | 17    |
| 4   | Raphael Meade     | Sporting CP | 15    |
| 4   | Jorge Andrade     | Farense     | 15    |
| 6   | Richard Mapuata   | Belenenses  | 14    |
| 7   | Stoycho Mladenov  | Belenenses  | 13    |
| 7   | Rui Águas         | Benfica     | 13    |
| 9   | Radoslav Zdravkov | GD Chaves   | 11    |
| 9   | Chico Faria       | Rio Ave     | 11    |

## Campeão

### Plantel Campeão
| Pos.   | Jogador              | Idade | Jogos | Golos |
| ------ | -------------------- | ----- | ----- | ----- |
| GR     | Silvino              | 27    | 28    | -     |
| GR     | Neno                 | 25    | 1     | -     |
| GR     | Bento                | 37    | 1     | -     |
| D      | José Carlos          | 20    | -     | -     |
| D      | António Veloso       | 30    | 30    | -     |
| D      | Minervino Pietra     | 33    | -     | -     |
| D      | Álvaro               | 26    | 28    | 2     |
| D      | Dito                 | 25    | 27    | 1     |
| D      | Edmundo              | 23    | 16    | 2     |
| D      | Samuel               | 20    | 8     | -     |
| D      | Oliveira             | 28    | 15    | -     |
| D      | António Bastos Lopes | 33    | -     | -     |
| D      | Paulo Guilherme      | 20    | -     | -     |
| M      | Shéu Han             | 33    | 26    | -     |
| M      | Tueba                | 24    | 12    | 1     |
| M      | Nunes                | 26    | 24    | 8     |
| M      | Carlos Manuel        | 29    | 23    | 3     |
| M      | Rui Pedro            | 20    | 6     | -     |
| A      | Diamantino           | 27    | 26    | 4     |
| A      | José Luís            | 29    | 4     | -     |
| A      | Wando                | 24    | 20    | 2     |
| A      | Zvonko Zivkovic      | 27    | 8     | -     |
| A      | Chiquinho Carlos     | 24    | 27    | 9     |
| A      | César Brito          | 22    | 8     | -     |
| A      | Rui Águas            | 27    | 27    | 13    |
| A      | Manniche             | 27    | 16    | 5     |
|        |                      |       |       |       |
| T      | John Mortimore       | 52    |       |       |
| Fonte: |                      |       |       |       |

| Campeão Nacional 1986/1987 |
| -------------------------- |
|                            |
| SL Benfica 27.° Título     |